# August Friedrich Graun
August Friedrich Graun (* 1698/99 in Wahrenbrück; † 5. Mai 1765 in Merseburg) war ein deutscher Kantor und Komponist.

## Leben
Über August Friedrich Graun, den ältesten Bruder von Johann Gottlieb Graun und Carl Heinrich Graun, ist wenig bekannt. Er war von 1729 bis zu seinem Tod Domkantor in Merseburg und bewarb sich 1750 erfolglos um die Nachfolge des Leipziger Thomaskantorenamts nach dem Tod von Johann Sebastian Bach.
Er komponierte unter anderem ein Kyrie.

## Rezeption
Im Kreismuseum Bad Liebenwerda informiert eine Dauerausstellung über Leben und Werk der Gebrüder Graun. Ebenfalls in Bad Liebenwerda findet seit 2003 alle zwei Jahre ein internationaler Wettbewerb um den Gebrüder-Graun-Preis statt, seit 2011 verbunden mit einem Musikfestival. Die Musikschule des Landkreises Elbe-Elster heißt seit 1994 Kreismusikschule „Gebrüder Graun“.